# Oh Uganda, Land of Beauty
Oh Uganda, Land of Beauty ist die Nationalhymne von Uganda. Sie wurde am 9. Oktober 1962 am Tage der Unabhängigkeit des Landes eingeführt. Text und Musik sind von George Wilberforce Kakoma und Peter Wingard.
Kurz vor der Unabhängigkeit richtete man drei Komitees ein, die die nationalen Symbole des Landes festlegen sollten. Der Vorsitzende des Komitees zur Bestimmung der Nationalhymne war Senteza Kajubi. Man startete eine landesweite Kampagne, um Vorschläge für eine neue Komposition zu sammeln.
Die Komposition sollte neuverfasst, feierlich und mit Blick auf die Zukunft gerichtet sein, zudem sollte sie in allen Stimmlagen harmonisch sein.
Im Juli 1963 wurde die Komposition Kakomas ausgewählt, die laut Kakomas Aussage in einer einzelnen Nacht kurz vor Abgabeschluss entstanden sein soll.

## Text auf Swahili
Ewe Uganda Mungu akutunze
Tunaweka kesho yetu mkononi mwako.
Pamoja kama watu huru
Kwa ajili ya uhuru
Tutashikamana daima.
Ewe Uganda, nchi ya uhuru
Tunakutolea upendo na kazi.
Pamoja na majirani wetu
kwa wito wa nchi yetu
twaishi kwa amani na undugu.
Ewe Uganda, nchi inayotulisha
kwa jua na ardhi yenye rutba.
Kwa ajili ya nchi yetu
tutasimama daima
Wewe ni lulu ya taji la Afrika.

## Auf Englisch
||:
Oh, Uganda!:|| may God uphold thee,

We lay our future in thy hand;

United, free for liberty 

together we'll always stand. 

Oh, Uganda! the land of freedom, 

Our love and labour we give;

And with neighbours all

At our country's call

In peace and friendship we'll live.

Oh, Uganda! the land that feeds us,

By sun and fertile soil grown;

For our own dear land,

We'll always stand,

The Pearl of Africa's Crown.

## Deutsche Übersetzung
Oh, Uganda! Möge Gott dich erhalten

Unsere Zukunft legen wir in deine Hand

Vereint, frei

Für die Freiheit

Wir werden immer zusammenstehen

Oh, Uganda! Das Land der Freiheit

Unsere Liebe und unsere Arbeit geben wir

Und mit allen Nachbarn

Den Ruf unseres Landes folgend

In Frieden und Freundschaft werden wir leben

Oh, Uganda! Das Land, das uns füttert

Durch die Sonne und den gewachsenen Nährboden

Für unser eigenes Vaterland

Der Perle der afrikanischen Krone

Werden wir immer zusammenstehen